# Escopa (joc de cartes)

Escopa és la variant brasilera del joc de cartes Escoba, que també inclou elements de l'Escova portuguesa. Ambdós jocs són variants del joc de cartes italià Scopa a partir de la seva variant Scopa di Quindici.

## Objectiu
L'objectiu del joc és capturar tantes cartes com sigui possible mitjançant combinacions de cartes que donen com a resultat 15 punts. Aquestes combinacions es fan amb una carta de la mà i una o més cartes de la taula.

## La baralla i els jugadors
S'utilitza una baralla espanyola de 40 cartes, o una baralla francesa excloent-ne els 8, 9, 10 i comodins. Juguen de 2 a 4 persones. Amb 2 o 3 persones es juga individualment, amb 4 persones es juga per parelles.

## Valor de les cartes
Per obtenir el valor de 15 per capturar cartes, cal observar els seus valors:
- Rei: 10
- Cavall: 9
- Sota: 8
- Set a l'As: valen segons els respectius índexs numèrics

## El joc
El joc segueix la mateixa dinàmica que l'Escoba, però, a l'última ronda les cartes sobre la taula han de sumar 10, 25, 40 o 55, si no hi ha cap d'aquests valors significa que hi va haver un error i els jugadors o parelles han de comprovar les cartes guanyades.
El jugador o parella que va cometre un error perd els punts del partit. El jugador o parella que no va cometre errors rep 6 punts més els punts per cada escopa obtinguda.
Si no hi ha errors en el partit, cada jugador o parella compta degudament els punts.

## Puntuació
- Major quantitat de cartes: el jugador o parella que obtingui més cartes guanya 1 punt.
- Major quantitat de cartes d'ors: el jugador o parella que obtingui més cartes d'ors guanya 1 punt.
- Major quantitat de cartes set: el jugador o parella que obtingui més cartes set guanya 1 punt.
- Set d'ors (sete belo o guindis): el jugador o parella que obtingui el set d'ors guanya 1 punt.
- Totes les cartes set: si un jugador o parella aconsegueix obtenir totes les cartes set, guanya 1 punt addicional.
- Totes les cartes d'ors: s'atorguen 3 punts.
- Els jugadors o parelles també guanyen 1 punt addicional per cada escopa obtinguda.
- Si l'oponent (o la parella oponent) ha obtingut menys de 10 cartes: se n'atorguen 2 punts.

## Comentaris
Els jugadors, previ al joc, poden decidir no adoptar:
- la regla de sumar el valor de les cartes sobre la taula a l'última ronda dels partits.
- els següents components de la puntuació: "totes les cartes set", "totes les cartes d'ors", "oponent o parella oponent amb menys de 10 cartes".